# (1161) Thessalia
(1161) Thessalia ist ein Asteroid des Hauptgürtels, der am 29. September 1929 vom deutschen Astronomen Karl Wilhelm Reinmuth in Heidelberg entdeckt wurde. 
Der Asteroid ist nach der griechischen Landschaft Thessalien benannt.